# Shvetsov ASh-73
O Shvetsov ASh-73 foi um motor radial com 18 cilindros, refrigerado a ar, produzido entre 1947 e 1957 na União Soviética. Foi utilizado primariamente no bombardeiro Tupolev Tu-4, uma cópia do norte-americano Boeing B-29 Superfortress.

## Projeto e desenvolvimento
O Shvetsov ASh-73 teve sua origem em 1938, a partir das espeficiações de um motor de 18 cilindros em duas fileiras, sendo um desenvolvimento do Shvetsov M-25, um motor produzido sob licença com 9 cilindros e refrigerado a ar, com base no Wright R-1820-F3 Cyclone. O desenvolvimento continuou através de uma série de motores menos bem sucedidos, culminando no ASh-73. Ao contrário da crença popular, o ASh-73 não era uma cópia do Wright R-3350 Duplex-Cyclone, tendo iniciado seu próprio desenvolvimento em 1937: "Não havia necessidade de copiar o Wright R-3350-23A; o motor que foi colocado em construção foi o ASh-73TK - um desenvolvimento do M-71 e do M-72, que se diferenciava por ser equipado com supercompressores duplos TK-19 (TK = toorbokompressor)."  apesar do ASh-73 ser um produto com especificações similares. Pelo fato dos motores M-25 serem uma cópia licenciada do Wright R-1820, haviam similaridades e algumas partes que eram comuns entre o Duplex Cyclone e o ASh-73. Ambos os motores evoluíram de um antecessor em comum e com um requisito similar. "No final da década de 1930 e início da década de 1940, a OKB-19 apresentou dois motores radiais com 18 cilindros em duas fileiras -  M-71 de 2.000 hp e o M-72 com 2.250 hp — sendo similares nas características de projeto e técnicas de produção se comparado ao Wright Duplex Cyclone, que motorizavam os B-29."
O progenitor do ASh-73 foi M-70. Foi testado no final de 1938 e foi um fracasso devido a trincas na biela principal e no rotor do supercompressor centrífugo. As válvulas de escape também foram queimados. O M-71 de 1939 foi então o sucessor do M-70 e também não foi bem sucedido. Este utilizava alguns componentes do motor M-62, mas seu projeto foi atrasado devido ao ataque alemão à União Soviética em 1941. Este motor passou nos testes de aceitação do estado no Outono de 1942, mas não foi produzido por não haver fábricas disponíveis, apesar de ter sido testado em vários protótipos durante a guerra. O M-72 do início de 1945 era uma versão melhorada do M-71 e foi suplantado pelo ASh-73 antes da produção iniciar.
Os primeiros protótipos do ASh-73 foram construídos em 1945 e no fim de 1946 os testes haviam sido concluídos com sucesso. Os primeiros modelos a entrarem em produção no ano de 1947 não possuíam turbo-supercompressores. Eles pesavam  1 330 kg (2 930 lb) e desenvolviam 2 400 hp (1 790 kW) durante a decolagem. O ASh-73TK possuía dois TK-19 turbocompressores e um intercooler, sendo cópias diretas das unidades utilizadas no R-3350. O motor foi atualizado ao longo de seu período de produção. Na quarta série do motor, o virabrequim foi modificado, as bielas articuladas foram fortificadas e a unidade de acessórios alterada. A parte central do cárter e os pistões foram fortificados e a ignição melhoradas na quinta série. Na sexta série, a biela principal e parte do virabrequim foram fortificados, os pistões ficaram mais curtos e mais leves. Na sétima série, as válvulas de escape foram modificadas e a caixa de redução melhorada.

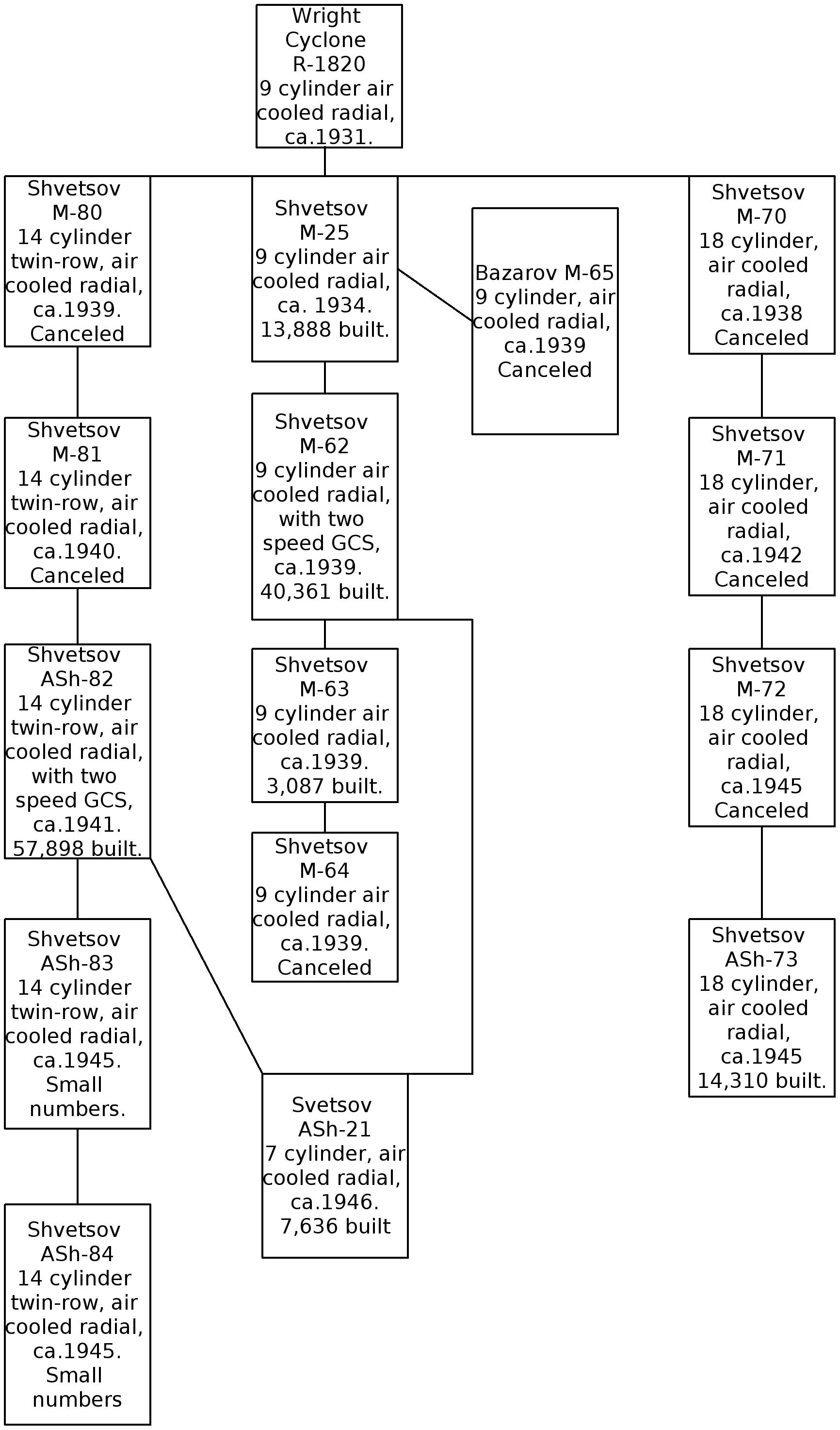
Árvore da família de motores Shvetsov

O deslocamento do ASh-73 acabou sendo um pouco maior do que os motores radiais Wright Duplex-Cyclone do B-29 - mas sendo idênticos na aparência dos cilindros, tendo o ASh-73 58,122 litros, cerca de 6% maior em relação ao seu comtemporâneo norte-americano, com 54,86 L.  
Uma versão melhorada foi desenvolvida como ASh-82TKF, possuindo 2 720 hp (2 030 kW) de potência. Foi testado em bancada, mas não produzido. Um outro desenvolvimento em 1949 foi apresentado como ASh-73TKFN, com injeção de combustível que aumentava a potência para 2 800 hp (2 090 kW), mas este também não foi produzido. Outro projeto em 1949 foi o ASh-73TK com uma turbina para criar um motor que recupera a energia liberada pelos gases da exaustão, mas não há mais informações sobre este modelo.
A fábrica nº 19 começou a se preparar para produzir o ASh-73 em 1946, mas a produção não se iniciou até o ano seguinte, estendendo-se até 1953. A fábrica nº 36 em Rybinsk também produziu esta unidade até 1957. Um total de 14.310 ASh-73 foram produzidos. Uma quantidade destes motores foi expostada para a China durante os anos de 1950 como peças de reposição para seus Tu-4.

## Aplicações
- Beriev Be-6
- Ilyushin Il-18 (1947)
- Petlyakov Pe-8 (em serviço pela Aeroflot, pós-guerra)
- Tupolev Tu-4
- Tupolev Tu-70
- Tupolev Tu-75
- Tupolev Tu-80